# Ұ
Ұ, ұ – litera cyrylicy używana w języku kazachskim do oznaczania głoski [ʊ], a według zasad latynizacji tego alfabetu transliterowana jako "u".
Znak ten nie wchodzi w skład podstawowego międzynarodowego alfabetu fonetycznego, ale niektórzy proponują zastosowanie ұ do zapisu jednej z samogłosek zbliżonych do kardynalnego [u]: prawie zamkniętej, prawie tylnej, niezaokrąglonej.

## Kodowanie
| Znak                   | Ұ                                              | Ұ                                              | ұ                                             | ұ                                             |
| ---------------------- | ---------------------------------------------- | ---------------------------------------------- | --------------------------------------------- | --------------------------------------------- |
| Nazwa w Unikodzie      | CYRILLIC CAPITAL LETTER STRAIGHT U WITH STROKE | CYRILLIC CAPITAL LETTER STRAIGHT U WITH STROKE | CYRILLIC SMALL LETTER STRAIGHT U WITH STROKEE | CYRILLIC SMALL LETTER STRAIGHT U WITH STROKEE |
| Kodowanie              | dziesiątkowo                                   | szesnastkowo                                   | dziesiątkowo                                  | szesnastkowo                                  |
| Unicode                | 1200                                           | U+04B0                                         | 1201                                          | U+04B1                                        |
| UTF-8                  | 210 176                                        | d2 b0                                          | 210 177                                       | d2 b1                                         |
| Odwołania znakowe SGML | &#1200;                                        | &#x04B0;                                       | &#1201;                                       | &#x04B1;                                      |